# Bolo Yeung
|  | Per a altres significats, vegeu «Bolo (desambiguació)». |

Yang Sze (xinès simplificat: 杨斯; xinès tradicional: 楊斯; pinyin: Yáng Sī), més ben conegut com a Bolo Yeung (英文名 en xinès), és un actor, culturista i artista Marcial nascut a Canton, República Popular Xina el 3 de juliol de 1946, la seva fama es deu en part al ràfec brindat per grans artistes marcials com Bruce Lee (que va ser el seu amic i mentor fins a la seva mort) i Jean-Claude Van Damme (amb qui té una amistat avui dia, i en moltes ocasions ha declarat que ell és el responsable de l'èxit de Bolo).

## Biografia
Bolo Yeung, (en cantonès: 楊斯), va néixer el 3 de juliol de 1946, en el si d'una família molt humil. En la seva infantesa va aprendre Kung Fu.
Es trasllada a Hong Kong on comença fent classes de culturisme en diversos gimnasos. Fins que el productor Run Run Shaw de Shaw Brothers, de visita en un gimnàs, es fixa en el seu imponent físic, donant-li una oportunitat d'interpretar un paper secundari en The Heroic Ones (1970), de Chang Cheh. Aquesta pel·lícula suposaria el tret de sortida per a la carrera cinematogràfica de Bolo.
Es proclama Mr. Hong Kong del culturisme el 1971. També li assignen un efímer paper com a lluitador de carrer que posa a prova la seva perícia marcial en apostes en la reeixida King Boxer (1972).

## Actors claus en la seva carrera cinematogràfica

### Bruce Lee
En aquella època gloriosa del cinema de Kung Fu clàssic, Bruce Lee estava arrasant en les taquilles de Hong Kong amb les seves pel·lícules. Bolo va conèixer a Bruce Lee en els platons d'un canal de televisió. Tots dos havien estat citats per rodar un anunci de cigarrets Winston. En aquest anunci Lee deixava fora de combat d'una puntada a Bolo. L'eslògan deia: "Si és un lluitador ha de ser Bruce Lee, si és un cigarret ha de ser Winston".
Mesos més tard, van tornar a treballar junts en Operació Drac (Enter the Dragon, 1973) on va incubar la seva fama. En aquesta pel·lícula interpreta a un lluitador anomenat "Bolo".
Aquest mateix any, i gràcies a la fama adquirida al costat de Bruce Lee, Bolo protagonitzaria el seu primer llargmetratge, Chinese Hercules (1973). La pel·lícula va passar amb més pena que glòria pels cinemes de la colònia, on hauria de tornar als seus papers habituals en pel·lícules com Thunder Kick (1974), Super Kung Fu Kid (1974), Hong Kong Superman (1975) o All Men Are Brothers (1975).
El 1979 debuta en les labors d'adreça amb Writing Kung Fu, una pel·lícula de Kung Fu clàssic que reuneix a joves promeses del panorama cinematogràfic hongkonguès, com Candice Yu On On i John Cheung Ng Long. Tornaria a dirigir, a més d'escriure i produir, Bolo (1980), un vehicle de lluïment personal, on es recrea en les coreografies que Jason Pai Piao dissenyaria expressament per a ell.
La mort de Bruce Lee va desencadenar una decadència del gènere de les arts marcials i va obligar a Bolo a reconvertir el seu rol dins de les produccions d'acció moderna aleshores, comèdies i drames. Així, apareix tímidament en Drunken Master (1978) Game of Death 2 (1981) Silent Romanç (1984), de Frankie Chan, Working Class (1985), de Tsui Hark, My Lucky Stars (1985), de Samo Hung, Lucky Diamond (1985), de Yuen Cheung Yan i Lucky Stars Go Places (1986), d'Eric Tsang. El 1986, Dicksoon Poon, contracta a Brandon Lee per protagonitzar una pel·lícula dirigida per Ronny Yu, La Llegenda Continua (Legacy of Rage), en la qual Lee necessitava guanyar cert volum muscular. L'entrenador del primogènit de Bruce Lee no va ser un altre que Bolo Yeung. En la pel·lícula, curiosament, Brandon i Bolo tenen un petit combat en un carreró.

### Jean-Claude Van Damme
El 1987 li arriba a les seves oïdes que un equip de rodatge estatunidenc de Cannon Films busca lluitadors per a una pel·lícula basada en la vida del campió de Full Contact, Frank Dux. Bolo entaula ràpidament amistat en el càsting amb un jove Jean Claude Van Damme. Mark Disalle i Sheldon Lettich li concedeixen el paper de dolent en Contacte Sagnant. Més tard, Bolo i Van Damme tornarien a treballar junts en Doble Impacte (Double Impact, 1991). En aquest moment de la seva vida, Bolo Yeung aconsegueix la fama mundial gràcies a l'èxit de l'actor-karateka belga Van Damme.
Després desenvoluparia papers principals en pel·lícules com Shootfighter: Fight to the Death (1992), Ironheart (1992), Shootfighter II (1995), Fist Of Legends 2 (1996), etc. Actualment, la seva carrera cinematogràfica es desenvolupa entre Estats Units i Hong Kong, malgrat que últimament prefereix mantenir-se ocupat amb la pràctica del Tai Chi Chuan i el culturisme.
El 1990 va realitzar una co-protagonització de dolent en la pel·lícula de sèrie B "Respirant foc", on va compartir paper amb ex-campions de kickboxing com Ed Neil o Eddie Saavedra i també amb Jonathan Ke Quan, que va protagonitzar la pel·lícula "Els Goonies" quan era un nen.

## Per a més informació
- Hong Kong Action Cinema by Bey Logan (21 Sep 1995)
- Martial Arts Illustrated (UK), 1990 September, Vol 3, Num 4
- Inside Kung Fu, 1991 September, Vol 18, Num 9
- Inside Kung Fu, 1992 June, Vol 19, Num 6
- Martial Arts Illustrated (UK), 1992 November, Vol 5, Num 6
- Inside Karate, 1993 January, Vol 14, Num 1
- Masters of Kung Fu, 1993 December, Vol 1, Num 7
- Inside Karate, 1994 March, Vol 15, Num 3